# 第7338炮兵旅 (以色列)
第7338炮兵旅（希伯來語：‎）是以色列国防军的預備役旅，隸屬於以色列砲兵軍。此後，該旅一直活躍於以軍軍事行動，如第一次黎巴嫩戰爭及第二次黎巴嫩戰爭。